# Orgelbauanstalt Georg Stahlhuth

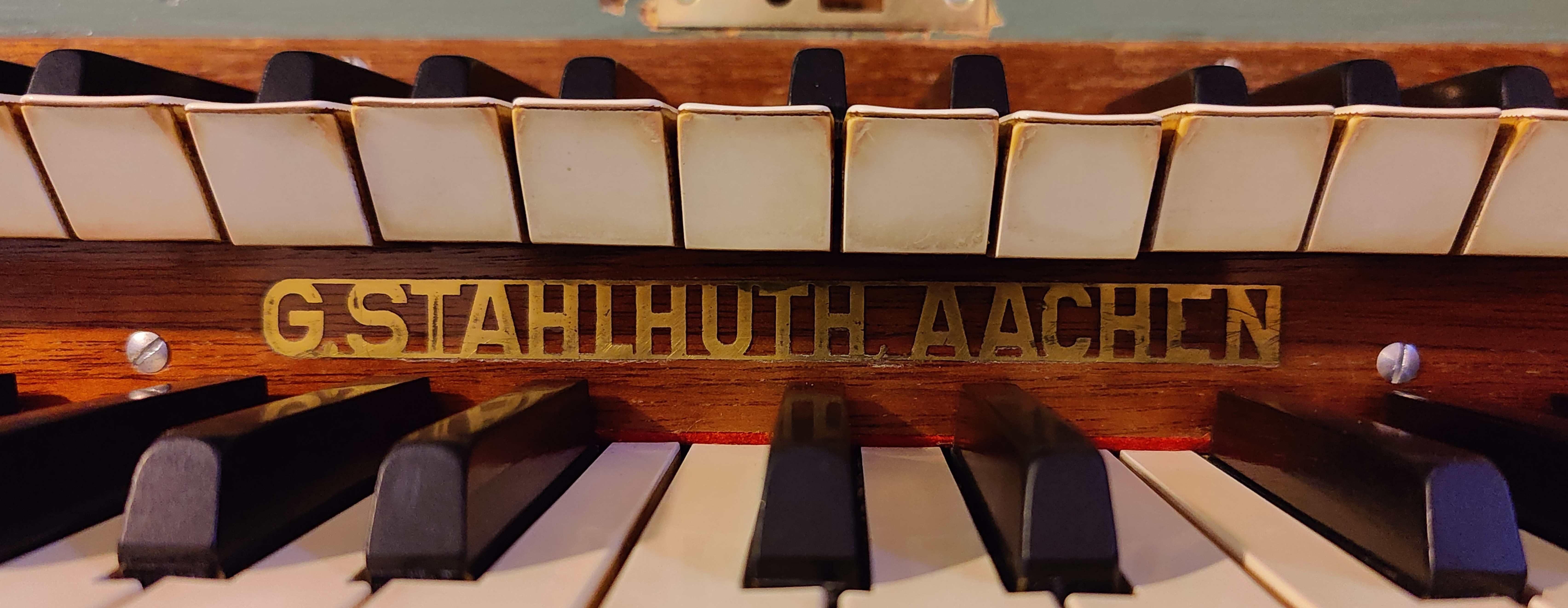
Namenszug in Dollendorf

Die Orgelbauanstalt Georg Stahlhuth & Co m.b.H ist eine Orgelbauwerkstatt in Aachen, die mit einigen Unterbrechungen seit 1864 besteht.

## Geschichte
Der Orgelbauer Georg Stahlhuth (1830–1913) gründete die Orgelbauwerkstatt Stahlhuth 1853 in seinem Geburtsort Hildesheim. Aufgrund persönlicher Beziehungen in das Rheinland und eine stagnierende Auftragslage in Hildesheim wurde 1864 der Sitz nach Aachen-Burtscheid verlegt. Zu einem späteren Zeitpunkt gab er die Leitung an seinen Sohn Eduard Stahlhuth († 1916) ab. Nach dem Ersten Weltkrieg führte der Schwiegersohn Josef Fieth (* 1871) ab 1919 die Werkstatt zusammen mit Orgelbaumeister Georg Haupt (* 1881) weiter. Am 23. April 1924 wurde eine Filiale im luxemburgischen Lintgen gegründet, die ab 1932 durch Georg Haupt als selbstständiges Orgelbauunternehmen Manufacture d’orgues luxembourgoise weitergeführt wurde. Am 11. April 1944 wurde die Aachener Werkstatt durch einen Bombentreffer vollständig zerstört. Bei diesem Vorfall kamen die gesamte Geschäftsleitung und einige Mitarbeiter ums Leben. 1948 wurde das Geschäft unter Orgelbaumeister Ulrich Fengler wiederaufgenommen. Aufgrund der massiven Zerstörung der Stadt Aachen wurde übergangsweise eine alte Kirche in Vicht als Werkstatt angemietet, bevor sie 1952 wieder in Aachen angesiedelt wurde. Seit 2000 wird die Werkstatt unter der Leitung von Alex Matz und Hans-Jürgen Luge zusammen mit Heinz-Josef Silvestrant (* 1944; † 2018) geführt. Matz & Luge führen darüber hinaus gleichzeitig einen eigenständigen Orgelbaubetrieb im badischen Rheinmünster.

## Entwicklung der Instrumente

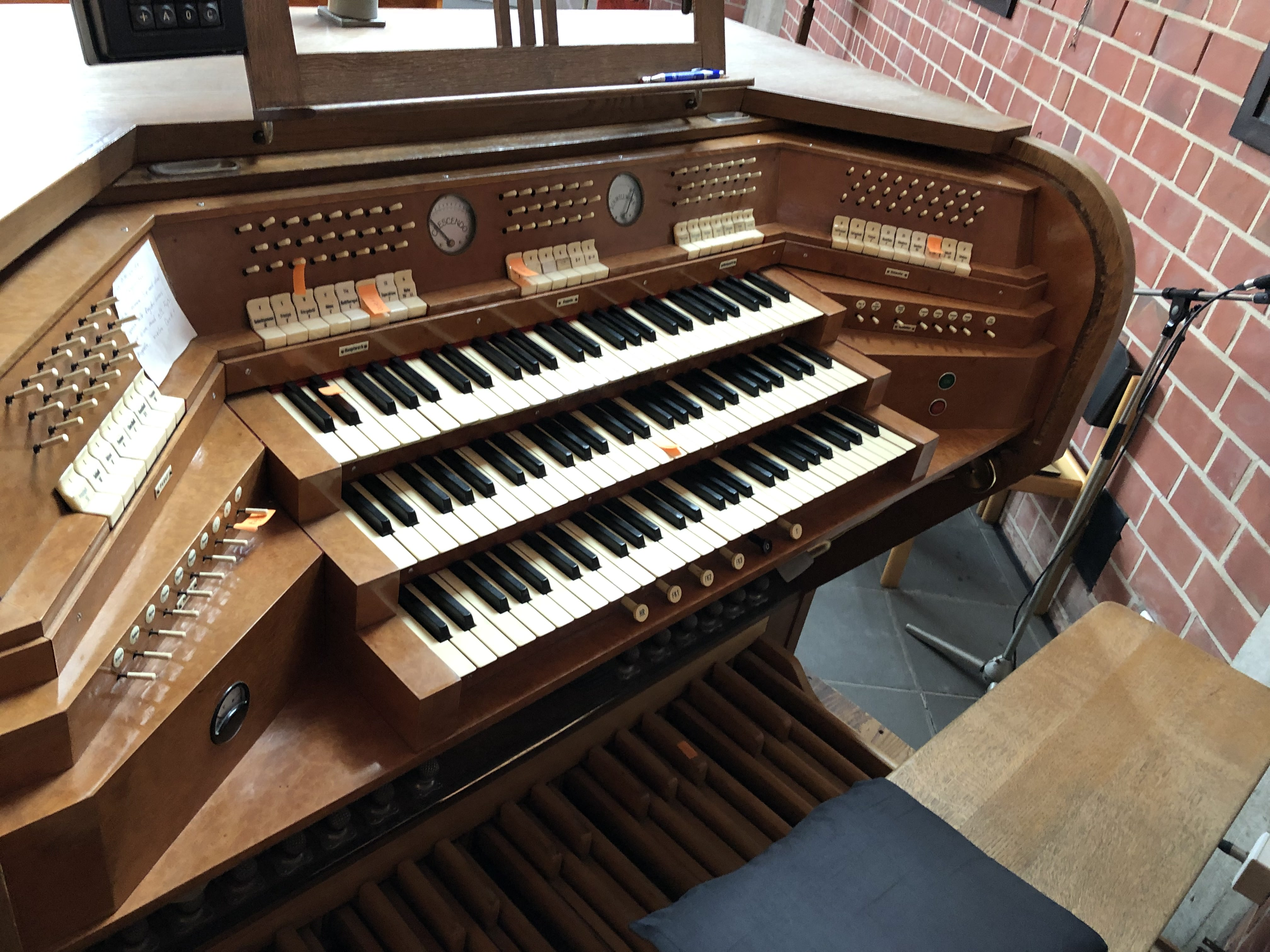
Typischer Spieltisch der Werkstatt Stahlhuth aus der Nachkriegszeit

Eine der ältesten erhaltenen Stahlhuth-Orgeln befindet sich in Kirchherten und stammt aus dem Jahr 1876. Es handelt sich dabei noch um eine seitenspielige Schleifladenorgel mit mechanischer Traktur. Spätestens in den 1880er Jahren wurde auf Kegelladen mit mechanischer Traktur umgestellt, wie sie an dem Instrument in Keyenberg von 1886 zu finden sind. Kurze Zeit später erfolgte die Einführung der pneumatischen Traktur. In dieser Zeit entstanden bereits einige große romantische Orgeln, von denen einige beispielsweise in Dudelange oder in der Abtei Maria Laach bis heute erhalten sind. Des Weiteren führte die Orgelbauwerkstatt Stahlhuth ab diesem Zeitpunkt eine unverwechselbare Spieltischform ein, die auch nach dem Ersten Weltkrieg noch regelmäßig gebaut wurde. Die Registerwippen sind in der Form einer Klaviatur mit weißen Unter- und schwarzen Obertasten ausgeführt und meist über dem obersten Manual angeordnet, so dass es für den ungeübten Beobachter so aussehen kann, als hätte die Orgel ein zusätzliches Manual.
Mit dem Neustart nach dem Zweiten Weltkrieg wurden wie vielerorts zunächst Instrumente mit elektropneumatischen Kegelladen errichtet, bevor ab etwa 1960 wieder die Schleiflade mit mechanischer Spieltraktur eingeführt wurde. In dieser Zeit wurden charakteristische Registerwippen verwendet, die eine markante Innenecke aufweisen. Die Wippen sind in diesem Fall so abgeknickt, dass die untere Hälfte bereits horizontal verläuft. Da der untere Teil der Registerwippe dadurch ein wenig an eine Klaviaturtaste erinnert, wirkt diese Optik wie eine Reminiszenz an die alten Stahlhuth-Spieltische im Stil der Nachkriegszeit.

## Werkliste (Auswahl)
| Jahr | Ort                             | Gebäude                                                          | Bild | Manuale | Register | Bemerkungen |  |
| ---- | ------------------------------- | ---------------------------------------------------------------- | ---- | ------- | -------- | --- |  |
| 1866 | Schellerten-Dinklar             | St. Stephanus                                                    |      |         |          | neues Werk in historischem Prospekt von 1788 |  |
| 1871 | Bad Neuenahr-Ahrweiler          | Ursulinenkloster                                                 |      | II/P    | 16       | erhalten |  |
| 1873 | Bedburg-Kirchherten             | St. Martinus                                                     |      | II/P    | 21       | erhalten! (1494 Pfeifen) |  |
| 1883 | Duisburg                        | St. Josef                                                        |      |         |          | |  |
| 1885 | Esch an der Alzette (Luxemburg) | St. Joseph                                                       |      | II/P    | 33       | 1932 ersetzt durch einen Neubau der Werkstatt Haupt aus Lintgen |  |
| 1886 | Erkelenz-Keyenberg              | Heilig Kreuz                                                     |      | II/P    | 19       | fast vollständig erhalten |  |
| 1887 | Düsseldorf-Oberbilk             | St. Josef                                                        |      | II/P    | 20       | 1952 ersetzt durch Neubau von Karl Kamp |  |
| 1893 | Aachen-Burtscheid               | St. Michael                                                      |      | II/P    | 28       | 1960 ersetzt durch einen Neubau von Stahlhuth |  |
| 1887 | Halle                           | Basilika St. Martin                                              |      | II/P    | 39       | 2019–2021 von Orgelbau Schumacher aus Eupen/Belgien restauriert und rekonstruiert. Große Teile des Pfeifenwerks, der Magazinbalg sowie die Windladen von Hauptwerk und Pedal sind noch original.                                                                            |  |
| 1897 | Lebach                          | Heilige Dreifaltigkeit und St. Marien                            |      | II/P    |          | spielbar bis 1969, Prospekt erhalten |  |
| 1898 | Wuppertal-Beyenburg             | Klosterkirche St. Maria Magdalena                                |      |         |          | neues Werk in historischem Prospekt, 1970 durch Neubau ersetzt |  |
| 1898 | Erkelenz-Venrath                | St. Valentin                                                     |      | II/P    |          | Gehäuse der Stahlhuth-Orgel beim Neubau der Orgel 1991 wiederverwendet |  |
| 1899 | Arlon (Belgien)                 | Sacre Coeur                                                      |      | II/P    | 27       | 2006 restauriert durch Orgelbauwerkstatt Hugo Mayer |  |
| 1899 | Viersen                         | St. Joseph                                                       |      |         |          | 1934 umgesetzt nach St. Notburga in Viersen; 1974 ersetzt und aufgegeben |  |
| 1903 | Bad Neuenahr-Ahrweiler          | St. Laurentius                                                   |      | II/P    | 29       | im barocken Gehäuse von Balthasar Koenig (1728); 1956 Umbau durch Klais; 1991 ersetzt durch Neubau unter Verwendung von alten Teilen durch Fischer & Krämer; Prospekt erhalten                                                                                              |  |
| 1904 | Uchtelfangen                    | St. Josef                                                        |      | II/P    | 25       | 1983 ersetzt durch technischen Neubau von Mayer; Prospekt erhalten |  |
| 1904 | Lüdinghausen                    | St. Felizitas                                                    |      | II/P    | 25       | Prospekt von der Vorgänger-Orgel |  |
| 1905 | Agathaberg                      | St. Agatha                                                       |      |         |          | |  |
| 1906 | Kirchenbollenbach               | St. Johann Nepomuk                                               |      | II/P    | 17       | erhalten |  |
| 1909 | Essen-Werden                    | Basilika St. Ludgerus                                            |      |         |          | 1983 ersetzt durch Neubau von Klais; Prospekt erhalten |  |
| 1910 | Glees                           | Abteikirche Maria Laach                                          |      | III/P   | 66       | 2010 neues Gehäuse durch Orgelbauwerkstatt Klais |  |
| 1910 | Aachen                          | Klosterkirche St. Alexius                                        |      | II/P    | 18       | |  |
| 1912 | Düdelingen (Luxemburg)          | St. Martin                                                       |      |         |          | 1962 erweitert; 2010 Restaurierung durch Orgelbauwerkstatt Jann, heute IV/82 |  |
| 1912 | Ottmarsheim                     | Klosterkirche                                                    |      |         |          | |  |
| 1913 | Niederwenigern                  | St. Mauritius                                                    |      | II/P    | 33       | |  |
| 1914 | Limpertsberg                    | Klosterkirche der Dominikanerinnen                               |      |         |          | 2010 neu aufgestellt in der Kirche St. Willibrord in Wilwerwiltz |  |
| 1914 | St. Wendel                      | Missionshauskirche Maria Königin der Engel                       |      | II/P    | 30       | 1965 ersetzt durch technischen Neubau von Mayer; Prospekt erhalten |  |
| 1916 | Kirspenich                      | St. Bartholomäus                                                 |      |         |          | |  |
| 1916 | Manternach                      | Saint-Brice                                                      |      | II/P    | 12       | original erhalten |  |
| 1921 | Holtz                           | St. Nicolas                                                      |      | II/P    | 8        | original erhalten |  |
| 1923 | Luxemburg                       | Saint Alphonse                                                   |      | III/P   | 50       | unter Verwendung des Gehäuses und einiger Register der Vorgängerorgel von Breidenfeld (1867); diverse spätere Umbauten |  |
| 1923 | Vaals                           | St. Paulus                                                       |      | II/P    | 32       | |  |
| 1925 | Völklingen                      | St. Eligius                                                      |      | III/P   | 53       | Die Orgel wurde erst 1928 in St. Eligius aufgestellt und war vermutlich zuvor auf einer Ausstellung aufgebaut. 1983 ging das Instrument in einem technischen Neubau durch die Werkstatt Klais auf. Das Prospekt ist vollständig und die Disposition weitestgehend erhalten. |  |
| 1925 | Kruft                           | St. Dionysius                                                    |      | III/P   | 42       | unspielbar, aber vollständig erhalten |  |
| 1926 | Mainz-Mombach                   | St. Nikolaus                                                     |      | II/P    | 18       | |  |
| 1927 | Eicks                           | St. Martin                                                       |      | II/P    | 11       | original erhalten |  |
| 1928 | Rivenich                        | St. Briktius                                                     |      | II/P    | 11       | original erhalten |  |
| 1930 | Saarbrücken                     | Herz-Jesu-Kirche                                                 |      | III/P   | 34       | 1950 Umdisponierung durch Späth; 1992 Neubau durch Mayer unter Verwendung einiger Pfeifen |  |
| 1928 | Rodange (Luxemburg)             | St. Amalberga                                                    |      |         |          | erster Orgelneubau aus der Filiale in Lintgen |  |
| 1930 | Clausen (Luxemburg)             | St. Kunigunde                                                    |      | II/P    | 21       | von der Filiale Haupt aus Lintgen geliefert unter Verwendung von Teilen der Vorgängerorgel von Breidenfeld (1875); zurzeit unspielbar |  |
| 1930 | Oberkorn (Luxemburg)            | St. Stephanus                                                    |      | II/P    | 19       | von der Filiale Haupt aus Lintgen geliefert unter Verwendung von Teilen der Vorgängerorgel von Breidenfeld (1875); zurzeit unspielbar |  |
| 1930 | Zolwer (Luxemburg)              | St. Nicolas                                                      |      | II/P    | 14       | von der Filiale Haupt aus Lintgen unter Verwendung von Teilen der Vorgängerorgel von Voit (1900) errichtet; 1978 Umbau und Elektrifizierung durch Herbert Schmidt; 2005 Umsetzung nach Quiberon (Bretagne) in die Pfarrkirche Notre Dame de Locmaria                        |  |
| 1931 | Schouweiler (Luxemburg)         | St. Lambertus                                                    |      | I       | 4        | von der Filiale Haupt aus Lintgen geliefert; Die Orgel befand sich zunächst als Interimsinstrument in St. Joseph in Esch-sur-Alzette und wurde nach dem Bau der dortigen Hauptorgel 1932 nach Schouweiler versetzt.                                                         |  |
| 1931 | Berburg (Luxemburg)             | St. Lambertus                                                    |      | II/P    | 14       | von der Filiale Haupt aus Lintgen geliefert |  |
| 1931 | Sotzweiler                      | St. Mauritius                                                    |      | II/P    | 16       | zunächst nur Teilbau mit II/6; von der Filiale Haupt aus Lintgen geliefert |  |
| 1931 | Beckerich (Luxemburg)           | St. Peter und Paul                                               |      | II/P    | 16       | von der Filiale Haupt aus Lintgen geliefert |  |
| 1931 | Altwies (Mondorf-lès-Bains)     | St. Benedikt                                                     |      | II/P    | 7        | von der Filiale Haupt aus Lintgen geliefert |  |
| 1934 | Kelz                            | St. Michael                                                      |      | II/P    | 20       | erhalten |  |
| 1934 | Oberkrüchten                    | St. Martin                                                       |      | II/P    | 17       | |  |
| 1937 | Kückhoven                       | St. Servatius                                                    |      | II/P    | 25       | im Zweiten Weltkrieg zerstört |  |
| 1939 | Aachen-Burtscheid               | Herz-Jesu-Kirche                                                 |      | III/P   | 34       | |  |
| 1940 | Aachen                          | St. Fronleichnam                                                 |      | III/P   | 36       | |  |
| 1941 | Düsseldorf-Friedrichstadt       | St. Antonius                                                     |      | III/P   | 50       | 1943 schwer beschädigt und 1957 ersetzt durch Neubau von Krell |  |
| 1948 | Einruhr                         | St. Nikolaus                                                     |      | II/P    |          | |  |
| 1952 | Rott (Roetgen)                  | St. Antonius                                                     |      | II/P    | 11       | |  |
| 1954 | Aachen                          | Bischöfliche Akademie                                            |      | II/P    | 18       | |  |
| 1955 | Aachen                          | Aula der Pädagogischen Hochschule (heute Informatikzentrum RWTH) |      | III/P   | 31       | erhalten |  |
| 1957 | Aachen                          | St. Marien                                                       |      | III/P   | 27       | 1983 wiederverwendet im Neubau durch Stahlhuth |  |
| 1958 | Aachen                          | Annakirche                                                       |      | II/P    | 19       | mechanische Schleifladen; 1994 ersetzt durch einen Neubau von Weimbs |  |
| 1958 | Forst (Aachen)                  | St. Katharina                                                    |      | II/P    | 25       | |  |
| 1959 | Aachen                          | St. Michael                                                      |      | II/P    | 22       | bis heute nur als Teilausbau errichtet, geplant waren III/30 |  |
| 1960 | Aachen-Burtscheid               | St. Michael                                                      |      | III/P   | 29       | 1999 ersetzt durch einen Neubau von Weimbs |  |
| 1963 | Kornelimünster                  | St. Kornelius                                                    |      | II/P    | 30       | ursprünglich von Theodor Gilman (1763), Neubau im historischen Gehäuse (J. J. Couven) durch Stahlhuth |  |
| 1964 | Rösrath                         | St. Marien                                                       |      | II/P    | 23       | 2015/2016 ersetzt durch einen technischen Neubau der Werkstatt Mayer |  |
| 1964 | Duisburg-Mittelmeiderich        | Evangelische Kirche                                              |      | III/P   | 43       | |  |
| 1965 | Aachen                          | St. Jakob                                                        |      | III/P   | 36       | |  |
| 1966 | Kaldenkirchen                   | Hofkirche                                                        |      | II/P    | 16       | |  |
| 1967 | Köln-Holweide                   | St. Mariä Himmelfahrt, Altarorgel                                |      | II/P    | 18       | |  |
| 1969 | Krinkelt                        | St. Johannes der Täufer                                          |      | II/P    | 16       | |  |
| 1976 | Kückhoven                       | St. Servatius                                                    |      | II/P    | 18       | |  |
| 1978 | Braunsrath                      | St. Klemens                                                      |      | II/P    | 19       | |  |
| 1978 | Hehler (Schwalmtal)             | St. Mariä Himmelfahrt                                            |      | II/P    | 19       | |  |
| 1980 | Aachen-Burtscheid               | Bischöfliches Pius-Gymnasium Aachen                              |      | II/P    | 21       | |  |
| 1980 | Düsseldorf-Hassels              | Verkündigungskirche                                              |      | II/P    | 15       | 2012 aufgrund der Kirchenschließung nach Białystok (Polen) verkauft und dort in der Kirche bł. Bolesławy Lament aufgestellt |  |
| 1983 | Aachen                          | St. Marien                                                       |      | II/P    | 25       | 2019 Reorganisation der Orgel durch die Werkstatt Stahlhuth |  |
| 1986 | Neumagen                        | St. Mariä Himmelfahrt                                            |      | II/P    | 26       | Bei diesem Neubau wurden die Orgelpfeifen des abgebrochenen Instruments in St. Benedikt in Düsseldorf-Heerdt wiederverwendet. |  |
| 1987 | Scherberg                       | St. Marien                                                       |      | II/P    | 17       | 2018 aufgrund der Kirchenschließung nach Herzogenrath verkauft und dort in der Herz-Jesu-Kirche aufgestellt |  |
| 1987 | Aachen-Burtscheid               | Immanuelkirche                                                   |      | II/P    | 11       | |  |
| 1989 | Aachen-Haaren                   | Christuskirche                                                   |      | II/P    | 18       | |  |
| 1990 | Köln-Sürth                      | Auferstehungskirche                                              |      | II/P    | 15       | |  |
| 1990 | Aachen-Vaalserquartier          | St. Konrad                                                       |      | II/P    | 12       | |  |
| 2005 | Mausbach (Stolberg)             | St. Markus                                                       |      | II/P    | 26       | |  |
| ?    | Dorfen                          | Wallfahrtskirche Mariä Himmelfahrt (Dorfen)                      |      | II/P    | 10       | Ursprünglich Eigentum des Philosophieprofessors Friedrich Hoh. Seit 1996 in der Wallfahrtskirche als Nebenorgel. |  |